# Coppa di Francia 2015-2016 (hockey su pista)
La Coppa di Francia 2015-2016 è stata la 15ª edizione dell'omonima competizione francese di hockey su pista riservata alle squadre di club. La competizione ha avuto luogo dal 17 ottobre 2015 e si è conclusa con la final four a Ploufragan dal 16 al 17 aprile 2016.
Il torneo è stato vinto dal La Vendéenne per la sesta volta nella sua storia superando in finale il SCRA Saint-Omer.

## Risultati

### Primo turno
| Squadra 1         | Risultato | Squadra 2     |
| ----------------- | --------- | ------------- |
| 10 ottobre 2015   |           |               |
| Quintin           | 4 - 9     | Ergué-Gabéric |
| Roubaix           | 4 - 9     | Villejuif     |
| Sporting Fontenay | 12 - 4    | Briard        |
| 17 ottobre 2015   |           |               |
| La Garnache       | 1 - 22    | ASTA Nantes   |

### Secondo turno
| Squadra 1         | Risultato | Squadra 2        |
| ----------------- | --------- | ---------------- |
| 24 ottobre 2015   |           |                  |
| Drancy            | 5 - 8     | Villejuif        |
| Ergué-Gabéric     | 2 - 4     | Plonéour-Lanvern |
| Gujan-Mestras     | 4 - 7     | Biarritz         |
| Loudéac           | 0 - 12    | Ploufragan       |
| Mouilleron        | 3 - 7     | ASTA Nantes      |
| Pacé              | 4 - 6     | Saint-Brieuc     |
| Poiré Roller      | 5 - 3     | Nantes           |
| Sporting Fontenay | 3 - 7     | Noisy-le-Grand   |
| Vaulx-en-Velin    | 4 - 6     | Aix-les-Bains    |

### Ottavi di finale
| Squadra 1        | Risultato | Squadra 2       |
| ---------------- | --------- | --------------- |
| 19 dicembre 2015 |           |                 |
| Aix-les-Bains    | 4 - 5     | La Vendéenne    |
| ASTA Nantes      | 4 - 6     | Gazinet-Cestas  |
| Ploufragan       | 2 - 3     | Quévert         |
| Plonéour-Lanvern | 6 - 3     | Biarritz        |
| Poiré Roller     | 4 - 1     | Mérignac        |
| Saint-Brieuc     | 3 - 1     | Noisy-le-Grand  |
| Villejuif        | 3 - 7     | Coutras         |
| Voiron           | 1 - 12    | SCRA Saint-Omer |

### Quarti di finale
| Squadra 1        | Risultato | Squadra 2        |
| ---------------- | --------- | ---------------- |
| 20 febbraio 2016 |           |                  |
| Gazinet-Cestas   | 4 - 6     | Plonéour-Lanvern |
| La Vendéenne     | 7 - 5     | Coutras          |
| Poiré Roller     | 2 - 9     | SCRA Saint-Omer  |
| Saint-Brieuc     | 5 - 6     | Quévert          |

### Final Four

#### Semifinali
| Ploufragan 16 aprile 2016, ore 17:00 UTC+1 | Plonéour-Lanvern            | 2 – 6 referto | La Vendéenne | Salle omnisports du Glénan\| Arbitri: \| Bleuzen Xavier Esoli Arnaud \| |
| Arbitri:                                   | Bleuzen Xavier Esoli Arnaud |               |              |                                                                         |

| Ploufragan 16 aprile 2016, ore 20:30 UTC+1 | SCRA Saint-Omer                | 3 – 1 referto | Quévert | Salle omnisports du Glénan\| Arbitri: \| Delanoe Franck Jacquart Xavier \| |
| Arbitri:                                   | Delanoe Franck Jacquart Xavier |               |         |                                                                            |

#### Finale
| Ploufragan 17 aprile 2016, ore 14:30 UTC+1 | La Vendéenne                | 8 – 5 referto | SCRA Saint-Omer | Salle omnisports du Glénan\| Arbitri: \| Bleuzen Xavier Esoli Arnaud \| |
| Arbitri:                                   | Bleuzen Xavier Esoli Arnaud |               |                 |                                                                         |